# ウィーン中央墓地

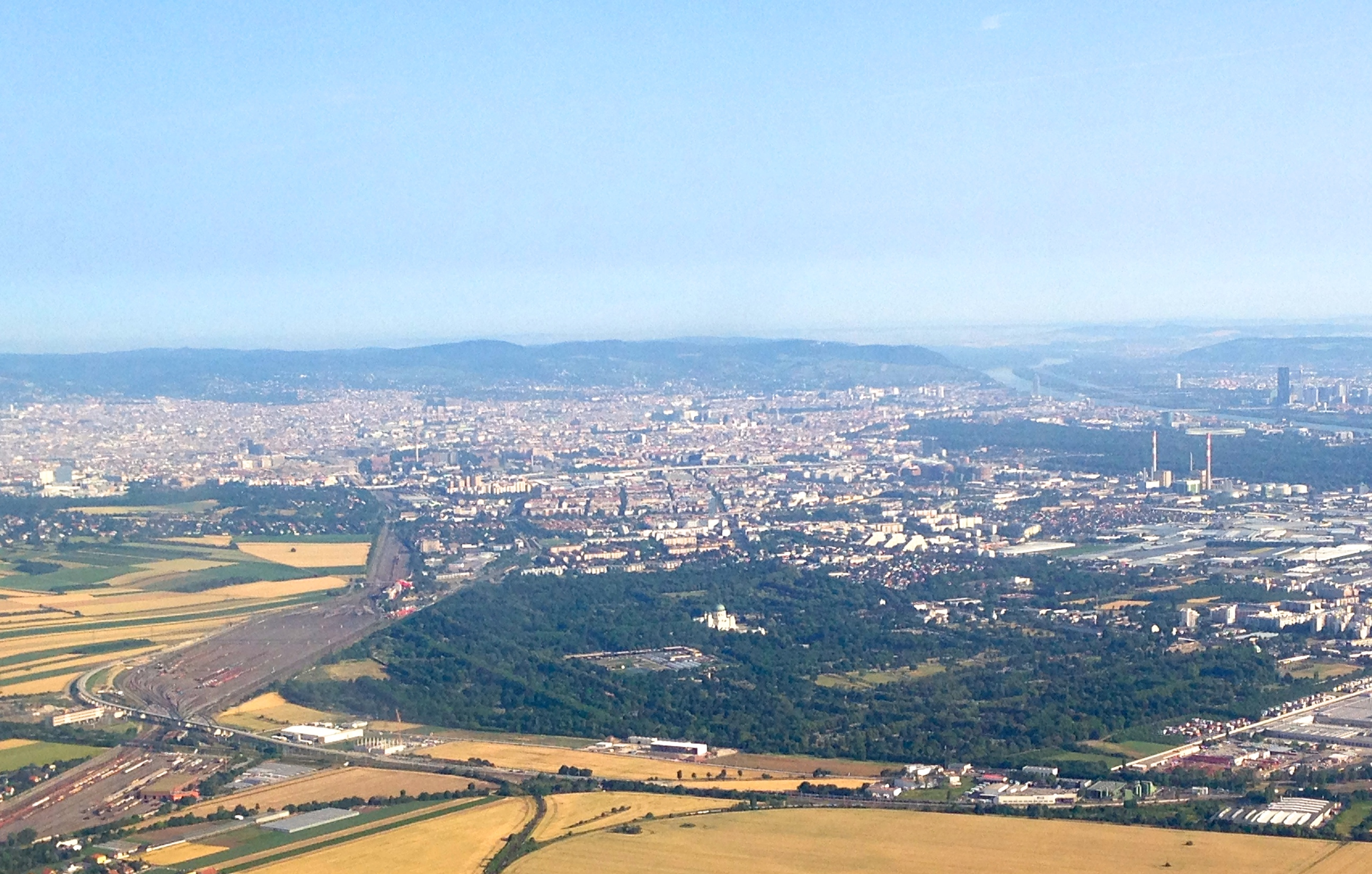
中央墓地全景

ウィーン中央墓地（ウィーンちゅうおうぼち、ドイツ語: Wiener Zentralfriedhof）は、ウィーンの中央墓地である。埋葬数において世界最大規模であり、ウィーンにあるおよそ50か所の墓地で最もよく知られている。墓地の名称はウィーンで最大の墓地という意味であり、地理的な位置ではない。墓地はウィーン中心部ではなく、郊外のジンメリンクにある。

## 概要

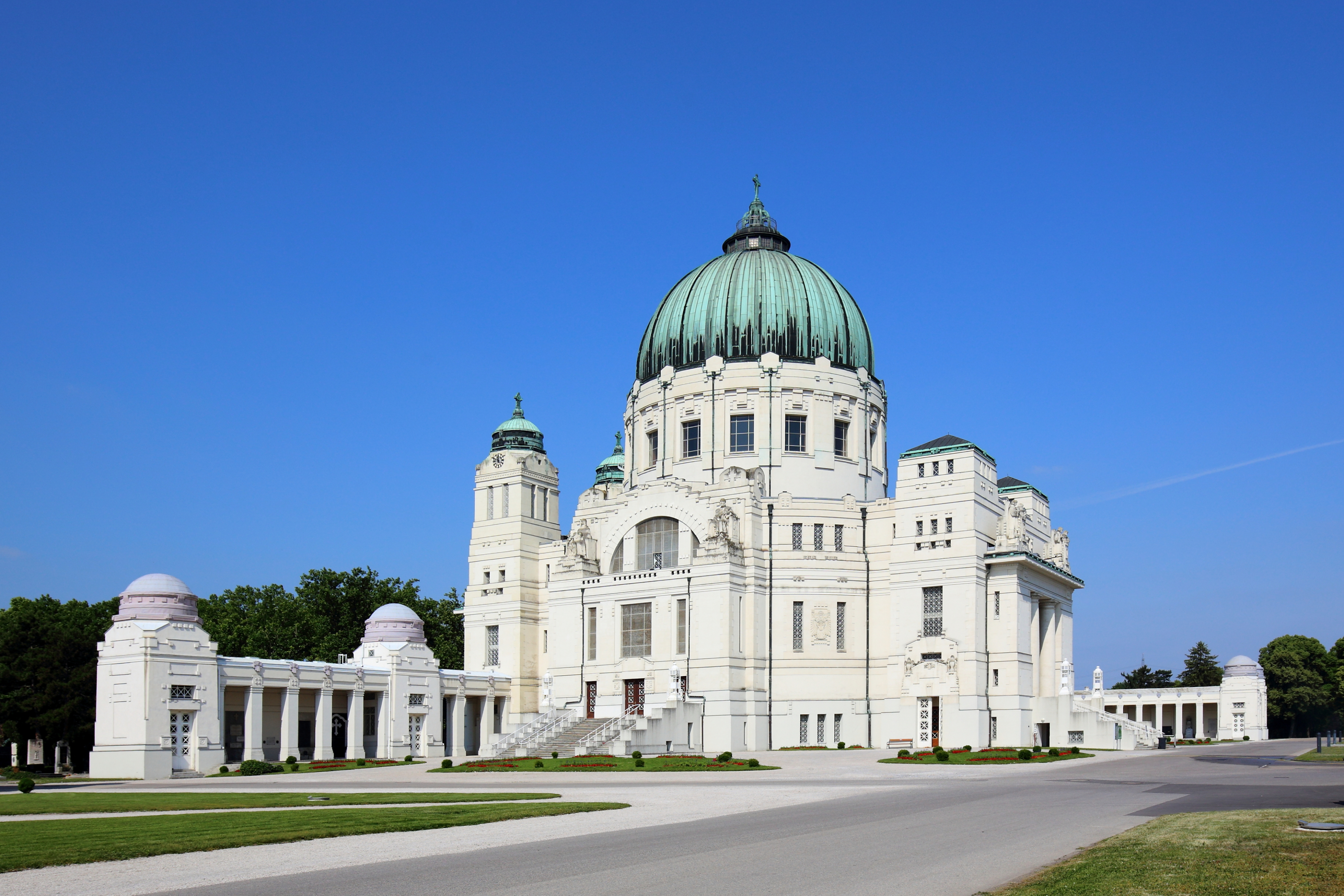
カール・ボロメウス教会

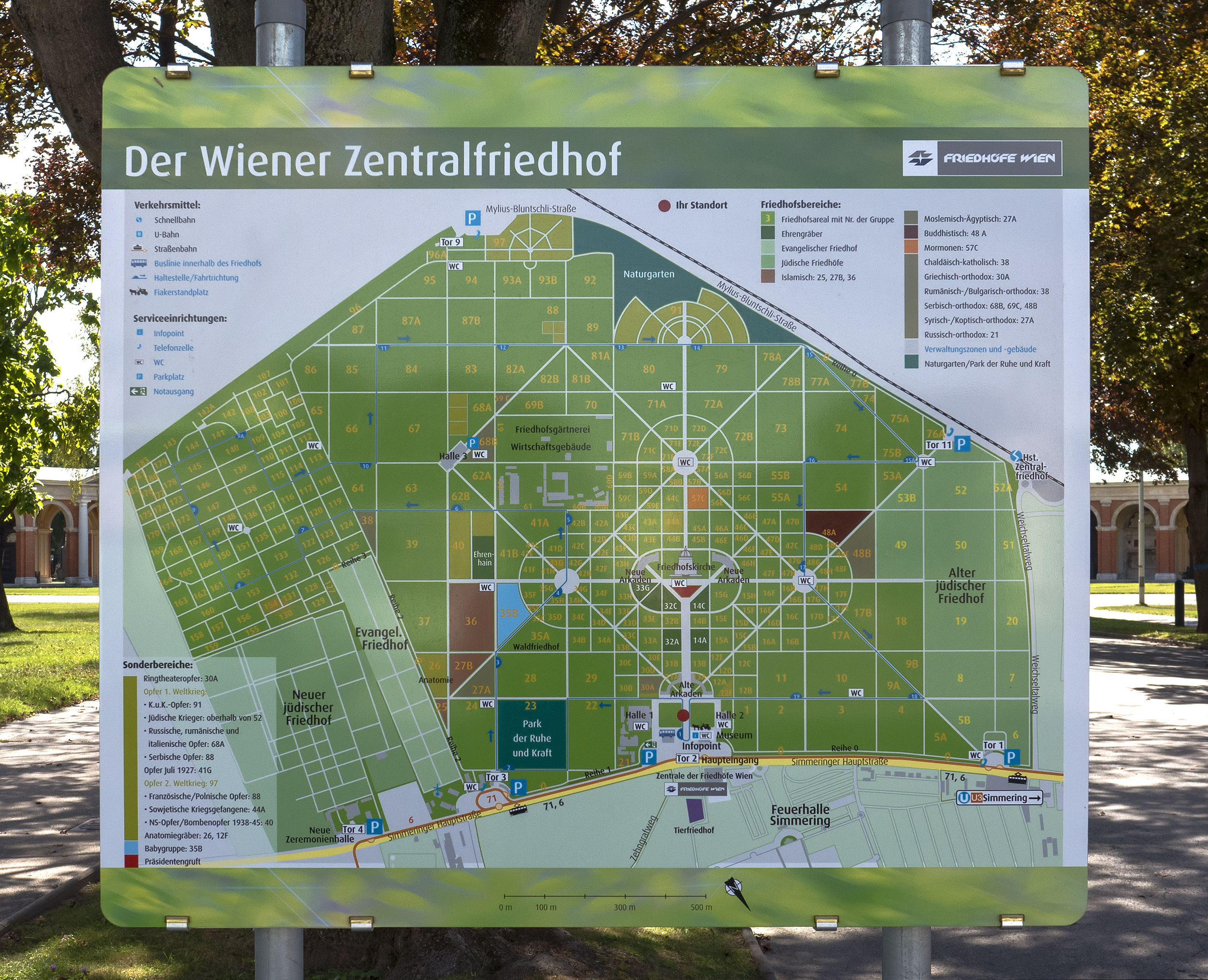
敷地内の地図

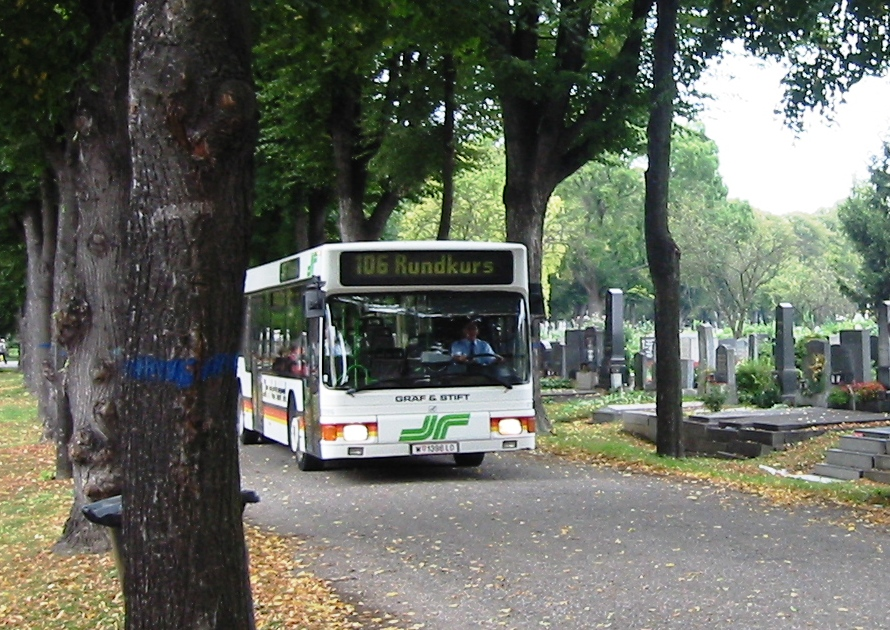
墓地の敷地内を通るバス

1874年、ウィーンの都市計画の一環として建設された。設立の際に掲げられた理念は「どの故人も国籍・宗教に関わらずここに埋葬する」というものであった。そのため、多様な宗教の施設が敷地内に建設されている。
中心部には、世紀末ウィーン時代に「名市長」と呼ばれたカール・ルエーガーの名を冠したカール・ボロメウス教会が建ち、中央墓地のシンボルとなっている。
公園として市民の憩いの場となっており、特に「特別名誉地区」には、国際的に有名な音楽家、芸術家、政治家の墓があるため、観光スポットともなっている。埋葬者はおよそ300万人といわれ、広大な面積を歩いて墓参するのが困難であること、そして「特別名誉地区」などが目当ての観光客のために、敷地内にはバスも通っている。
現在、日本では宇宙葬の株式会社銀河ステージが納骨室への埋葬サービスをしている。

## 著名な埋葬者

### 作曲家

#### 作曲家区間（区間32A）
以下、番号は墓碑番号を表す
- ヴォルフガング・アマデウス・モーツァルト（55番、死去当時の埋葬地が不明のため墓碑のみ）
- ルートヴィヒ・ヴァン・ベートーヴェン（29番）
- フランツ・シューベルト（28番）
- ヨーゼフ・ランナー
- ヨハン・シュトラウス1世
- ヨハン・シュトラウス2世（27番）
- ヨーゼフ・シュトラウス
- エドゥアルト・シュトラウス1世（孫のエドゥアルト・シュトラウス2世も同一墓）
- ヨハネス・ブラームス（26番）
- フランツ・フォン・スッペ
- フーゴー・ヴォルフ
- クリストフ・ヴィリバルト・グルック（49番）

#### その他の区間
- アントニオ・サリエリ
- カール・ミレッカー
- カレル・コムザーク2世
- カレル・コムザーク3世（ドイツ語版）
- カール・ラフィテ（ドイツ語版）（区間31B 作曲家区間32Aに隣接）
- ヨーゼフ・バイヤー
- アルフレート・グリュンフェルト
- フランツ・シュミット
- アルノルト・シェーンベルク（区間32C）
- セルゲイ・ボルトキエヴィチ
- ロベルト・シュトルツ
- ロッテ・レーマン
- ヴィリー・ボスコフスキー
- ジーモン・ゼヒター（区間0 外壁沿い、門3）
- ジェルジ・リゲティ（区間33G、37番）

### その他音楽家
- ルートヴィヒ・ベーゼンドルファー（ピアノ製造技師）

### 建築家
- エドゥアルト・ファン・デア・ヌル（ウィーン州立オペラ劇場を設計、作曲家区間32Aに埋葬）

### 政治家
- カール・レンナー（第一共和国初代首相・第二共和国初代大統領）

### 学者
- ルートヴィヒ・フォン・ケッヘル
- ルートヴィッヒ・ボルツマン
- アルフレッド・アドラー

### 軍人
- ヴァルター・ノヴォトニー

## ギャラリー
- ベートーヴェンの墓
- シューベルトの墓
- ブラームスの墓
- ヨハン・シュトラウス2世の墓
- シェーンベルクの墓
- ルートヴィッヒ・ボルツマンの墓
- 歴代連邦大統領の墓所。中央はカール・レンナーの墓